# Baohuating Shuiku
Baohuating Shuiku (kinesiska: 报花厅水库) är en reservoar i Kina. Den ligger i provinsen Sichuan, i den sydvästra delen av landet, omkring 140 kilometer sydost om provinshuvudstaden Chengdu. Baohuating Shuiku ligger 395 meter över havet. Arean är 0,27 kvadratkilometer. Trakten runt Baohuating Shuiku består till största delen av jordbruksmark. Den sträcker sig 0,6 kilometer i nord-sydlig riktning, och 1,3 kilometer i öst-västlig riktning.
Genomsnittlig årsnederbörd är 1 420 millimeter. Den regnigaste månaden är september, med i genomsnitt 265 mm nederbörd, och den torraste är december, med 14 mm nederbörd.